# Georg Ernst Hinzpeter
Georg Ernst Hinzpeter (født 9. oktober 1827 i Bielefeld, død 29. december 1907 sammesteds) var en tysk pædagog.
Hinzpeter  blev Dr. phil. 1850, 1866 lærer for den senere tyske kejser Vilhelm. Han ledede prinsens opdragelse indtil 1877 og vedblev også senere at stå i den fortrolige rådgivers forhold til sin tidligere elev. Han udgav 1888 en karakterstudie, Kaiser Wilhelm II, eine Skizze nach der Natur gezeichnet, der gjorde megen opsigt.